# 레옹 푸코
장 베르나르 레옹 푸코(프랑스어: Jean Bernard Léon Foucault, 1819년 9월 18일 ~ 1868년 2월 11일)는 프랑스의 물리학자이다. 지구의 자전을 실험으로 증명해 보인 최초의 과학자이다. 이탈리아의 소설가 움베르토 에코의 소설 《푸코의 진자》(1988년)의 모티브가 된 인물이다.
'푸코의 진자'라는 장치를 만들어 지구의 자전을 최초로 실험으로써 증명하면서 코플리 상을 수상한 것으로 유명하다. 이 외에도 맴돌이 전류 발견, 자이로스코프 제작 등 다양한 업적이 있는데, 특히 광학 분야에서는 빛의 속도 측정과 파동설 확립, 반사망원경 연구 등으로 유명하다. 달에 있는 크레이터인 푸코 크레이터도 그의 이름을 따서 명명되었다.

## 생애

### 성장기
레옹 푸코는 1819년 9월 18일, 파리에서 태어났다. 그의 아버지 장 레옹 포투네 푸코(프랑스어: Jean Léon Fortuné Foucault)는 프랑스에서 유명한 출판업자였다. 하지만 건강상의 문제로 은퇴하고 가족과 함께 낭트로 휴양을 떠났으나 푸코가 9살 때 세상을 떠났다. 푸코와 그의 어머니는 다시 파리로 돌아왔으나 푸코 역시 병약했다. 그는 한 쪽 눈에 원시가, 다른 쪽 눈에 근시가 있었는데 이 때문에 외모가 약간 이상해 보였다. 이로 인해 푸코는 자신의 외모에 대해서 다른 사람들의 시선을 과하게 의식하기 시작했다. 그는 공부에는 소질이 있었고, 그의 어머니는 그를 파리 스태니슬라스 대학교에 보냈다. 하지만 푸코는 자신의 능력을 십분 발휘하지 못했다. 과제를 제때 내지 못하는 경우가 다반사였고, 그의 담당교수는 그가 게으르다고 했다. 푸코의 어머니는 학교가 푸코와 맞지 않는다고 판단했고, 푸코가 학교에 다니지 않고 가정에서 교육을 받을 수 있도록 도왔다. 그의 고향 친구는 이런 말을 남기기도 했다.
“그의 어떤 부분도 그가 미래에 유명해 질 거라고 말해주지 않았다. 몸은 약했고, 겁 많고 마음이 좁았다. 별로 없어 보이는 소질과 느린 일처리 능력은 그가 더 이상 대학에 다닐 수 없게 만들었다. 그의 어머니는 다행히도 가정교사를 알아봐주셨고, 그제서야 그는 제대로 공부할 수 있었다.”
학교에 다니는 것에 별로 관심이 없었던 푸코는 학교를 그만둔 후 다른 재능을 보이기 시작했다. 10대 때 그는 장난감 조립이나, 증기기관이나 전신기 같은 정교한 기계들에 관심을 가졌다. 이런 그의 재능을 본 어머니는 푸코가 훌륭한 외과 의사가 될 수 있을 거라고 생각했다. 그래서 그는 1839년에 파리 의학 대학에 들어가게 되었다. 하지만 그는 첫 해부학 실험 때 피를 보고 기절하고 말았다. 그의 담당 교수였던 알프레드 다니는 그럼에도 불구하고 그의 재능을 믿고 조교로 채용했다. 푸코는 약 3년간 알프레드 다니의 미세 해부학 실험의 조교로 일했으나, 결국 피에 대한 공포심을 떨쳐내는 데 실패하고 의사의 길을 포기했다. 이후 그는 루이 다게르가 사진술을 발명한 것에 대해 크게 감명 받았고, 대학 시절의 친구 히폴리트 피조를 만나면서 실험물리학의 길로 전향했다.

### 중년기
1844년 이후 그는 과학 교과서와 신문의 과학 기사 등을 써서 생계를 유지했다. 그러다가 그는 피조와 함께 다양한 빛의 강도에 대한 공동 연구를 시작했다. 아크 램프의 탄소, 산수소 취관의 석회, 태양광 등을 적외선 방사에 의한 간섭, 색 편광, 경로의 길이에 따른 분광 등을 이용하는 것이 당시에 그들이 사용했던 연구 방법이었다. 그리고 1845년에 다게레오 타입의 은판 사진술을 이용해 태양의 자세한 사진을 찍는 데에 성공했다. 그러다가 1847년에 태양광이 간섭을 일으키는 파동의 성격을 가지고 있다는 사실을 발견하고, 빛의 속도를 측정할 수 있는 장치의 개발을 지휘했다. 그 결과 피조-푸코 장치를 만들었고, 그것을 이용해 1850년 피조-푸코 실험으로 알려진 빛의 속도를 측정하는 실험을 진행하였다. 이 실험을 통해 물속에서의 빛의 속도를 측정하여 그것이 공기 중에서보다 늦다는 것, 즉 빛의 속도는 매질에 따라 달라진다는 것을 실증하였고 이를 토대로 빛의 파동설을 확립하였다. 하지만 이 이후에는 피조와 결별하고 각자 독립적인 연구를 이어나갔다.
1851년, 그는 축에 따른 지구의 자전을 실험적으로 증명했다.(일주 운동 참조) 그는 파리의 판테온의 지붕에 매우 길고 무거운 진자를 매달아서 진동시켰다. 이 실험은 전 세계적으로 센세이션을 일으켰고, 푸코의 진자라는 이름으로 유럽과 미국 등지로 널리 알려지기 시작한다. 또한 1852년에 이를 좀 더 단순한 실험으로 증명할 수 있는 자이로스코프를 발명했다. 푸코는 이와 같은 업적으로 1855년에 왕립 학회로부터 당대 최고 권위의 상인 코플리 상(‘매우 주목할 만한 실험적 연구’ 부문)을 수여받았다.
1855년 9월, 그는 구리 원판이 돌아갈 때 필요한 힘이, 원판의 가장자리가 자석의 두 극 사이에서 돌아가도록 되어 있을 때 더 커진다는 사실을 알아냈다. 이 때 이 원판은 금속에 유도된 와전류로 인해 가열된다. 이 전류는 다른 말로 푸코 전류라고도 불린다.
1857년 그는 자신의 이름을 딴 편광판을 만들었다. 그리고 그를 이용해 반사망원경의 반사경을 검사하는 방법인 푸코 테스트(푸코 나이프엣지 테스트)를 만들었다. 그는 이 방법을 '파리 천문대 연보'에 발표했고, 그 결과 1860년대부터 영국에서는 다수의 많은 아마추어가 은도금 유리 거울을 제작하게 되었다.
1862년, 그는 찰스 휘트스톤의 회전하는 거울을 이용해 빛의 속도를 측정해 298,000 km/s라는 값을 얻었다. 이는 현대에 측정된 값과의 오차가 거의 나지 않는 아주 정밀한 값이었다.

### 노년기
그는 나폴레옹 3세로부터 레지옹 도뇌르 훈장을 수여받았고, 파리 천문대의 경도국 관리자가 되었다. 또한 1864년에 그는 왕립 학회의 회원이 되었고, 이듬해에 공학 부문 기구의 회원이 되었다. 1865년에 그는 제임스 와트의 거버너가 등장함에 따라, 회전 상수의 주기에 대한 관찰과 전기광을 조절하는 장치에 대한 논문의 수정을 마칠 수 있었다. 같은 해에 그는 망원경 렌즈의 표면에 반투명한 은 박막을 증착시키는 방법을 통해 태양을 눈의 손상 없이 관찰하는 방법을 선보였다. 그의 최종 논문은 파리 과학 학회지 (프랑스어: Comptes rendus de l'Académie des sciences, 1847년~1869년판)에서 찾아볼 수 있다.

### 사후
1868년 2월 11일에 그는 다발성 경화증으로 인한 뇌 질환으로 파리에서 사망했다. 현재 그는 몽마르트 묘지에 안장되었다.

## 업적

### 지구 자전의 실험적 증명
푸코는 지구의 자전을 진자 실험을 통해 실험적으로 증명했다.
1851년 푸코는 판테온의 돔에서 길이 67m의 실을 내려뜨려 28kg의 추를 매달고 흔들었고, 시간이 지남에 따라 진동면이 천천히 회전하였다. 일반적으로 진자에 작용하는 힘은 중력과 실의 장력뿐이므로 일정한 진동면을 유지해야 하지만(여기서 공기의 저항은 무시하도록 한다), 진자를 장시간 진동시키면 자전 방향의 반대 방향으로 돌게 된다. 이는 지면이 회전하는, 다시 말해 지구가 자전하는 것을 입증했다고 할 수 있다.
푸코는 1851년 파리 천문대의 자오선에서 푸코 진자를 첫 공개했고, 몇 주 후 푸코는 더 큰 푸코 진자를 만들었다. 푸코는 이를 파리의 판테온 돔에 매달았는데 자그마치 67m의 줄에 황동 코팅이 된 28kg짜리 납 진자를 매달은 것이라고 한다. 추의 진동면은 32.7시간마다 완전한 원을 만들면서 시계방향으로 매 시간 11도씩 회전했다고 한다. 1851년 판테온에서 사용된 기존의 진자는 1855년에 파리의 프랑스 국립 과학 연구원으로 옮겨졌다.

### 빛의 속도 측정 및 빛의 파동설
푸코와 피조는 공동으로 빛의 속도 측정 장치의 개발을 시도했다. 당시 빛의 파동설 과 입자설이 대립하고 있었지만, 프랑소와 아라고는 공기 중의 광속과 수중의 광속을 비교하면 어느 설이 맞는지 알 수 있다고 주장했다. 즉, 공기 중의 광속이 크면 파동설이, 수중의 광속이 크면 입자설이 옳다고 생각했다. 따라서 푸코와 피조는 광속의 측정을 통해 빛의 정체를 밝히려고 시도한 것이다. 그들이 개발한 장치는 회전하는 거울을 이용하여 광속을 측정하는 장치로 프랑소와 아라고가 고안한 것이었다.
1847년 두 사람이 결별하고 나서, 피조는 회전 기어를 이용한 새로운 광속도 측정법을 개발하여 1849년에 313,000 km/s라는 측정 결과를 얻었다. 반면 푸코는 회전 거울을 이용한 초기의 방법을 고집하고, 1850년에 공기 중의 광속은 수중보다 크다는 사실을 증명했다. 피조도 이후에 푸코와 같은 결론을 얻었다. 푸코는 자신의 장치의 개량을 거듭하여 1862년에 298,000 km/s라는 측정값을 얻었다. 이 측정 결과는 피조의 것보다 정확하며, 현재 정확한 값으로 알려진 299,792 km/s와 오차가 0.6 %에 불과한 정확한 값이다.

### 푸코 전류

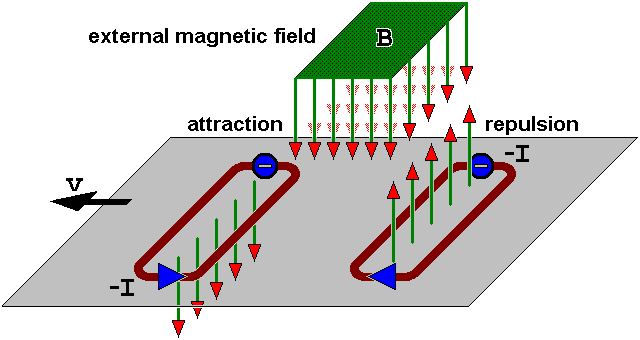
쇠 판에서 유도되는 맴돌이 전류

푸코 전류는 와전류라고도 하며 쉽게 말해 맴돌이 전류라고도 한다. 오른쪽의 그림은 도체판에 접근하고 있는 자석을 보여주고 있다. 판에 있는 어떤 고리를 통과하는 자기선속이 변하므로 전류는 반시계방향으로 유도될 것이다. 만약 자석이 오른쪽 그림처럼 판에 평행하게 움직이면 장의 불균일성에 의해서 자석 앞쪽으로는 증가하는 자기선속을, 뒤쪽으로는 감소하는 자기선속을 만든다. 앞쪽으로는 반시계 방향의 전류가, 뒤쪽으로는 시계 방향의 전류가 흐르게 된다. 덩어리 물질에 유도된 전류는 유체의 소용돌이 모양과 유사하다고 해서 맴돌이 전류라고 부른다.

### 푸코 테스트

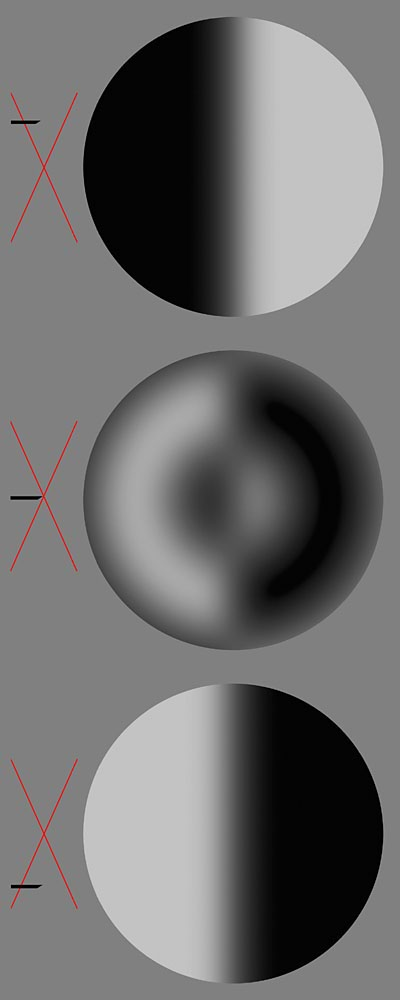
푸코 테스트를 했을 때 구면 거울이 만드는 그림자 패턴. 위쪽부터 날카로운 물체의 위치가 초점보다 가까울 때, 같을 때, 멀 때 순서이다. (붉은 색 X표 참고)

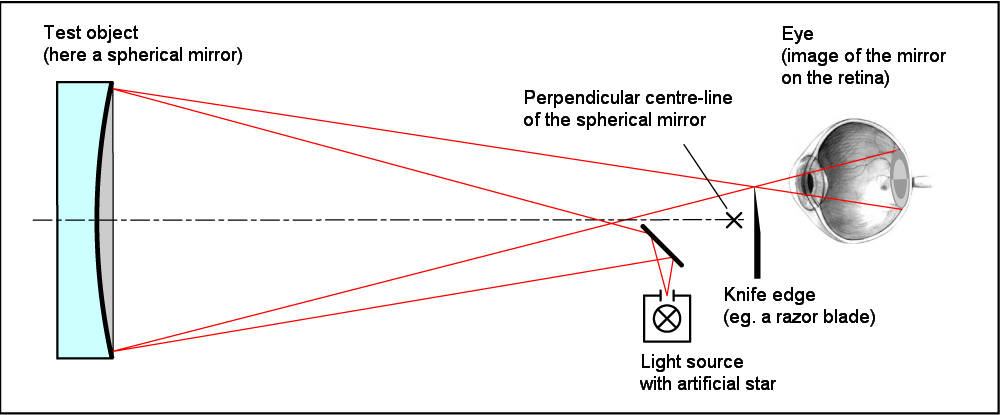
푸코 테스트의 과정

1857년, 푸코는 반사 망원경에 사용되는 반사경의 표면 검사법을 '파리 천문대 연보'에 세 가지 발표했다. 이 방법은 푸코 테스트 혹은 나이프 엣지 테스트라고 불리며, 현재까지도 간이 검사 방법으로 널리 사용되고있다.
푸코 테스트를 하는 주 목적은 평행광선에 대해 오목거울이 얼마나 초점이 잘 맞는지를 확인하는데에 있다. 만약 거울의 표면이 구면을 이루고 있다면 평행광선들에 대해서는 모든 빛이 한 점에 모이지 못한다. 이러한 문제에 대해 대안으로 제시된 것이 바로 포물선의 형태를 하고 있는 반사면이다. 포물면의 경우 평행으로 입사하는 모든 광선들을 한 점으로 집중 시킬 수 있다. 예를 들면 안테나의 표면이 있다. 그러나 보통의 기술로 구면경을 만드는 것은 간단한 작업만으로도 가능하지만 포물면을 만드는 것은 어렵기 때문에 만들어진 거울이 제대로 초점이 맞는지 확인할 수 있는 방법이 필요하다. 이 때 가장 간편하게 사용되고 있는 방법이 푸코 테스트이다.
푸코 테스트의 기본적 원리는 빛이 모이는 지점에 면도날과 같이 날카로운 것을 점차적으로 가까이 가져가게 되면 빛이 점점 흐려지다가 어두워지며(오른쪽 중간 그림) 초점보다 가까운 곳은 면도날을 가져가는 방향이 어두워지고(오른쪽 위 그림), 초점보다 먼 곳에서 같은 행위를 하였을 경우 그 반대 방향부터 어두워진다(오른쪽 아래 그림)는 개념이다.
- 오목 거울의 초점에 바늘 같은 날카로운 물체를 두고, 물체와 반사 효과를 함께 현미경으로 관찰하여 그 거울이 어느 정도의 정밀함을 가지고 있는지 알 수 있다.
- 날카로운 물체의 위치를 조금씩 조정하면서 빛의 양을 조절하면 거울의 요철이 명확하게 보인다.

## 같이 보기
- 푸코의 진자
- 와전류
- 히폴리트 피조